# Borambola
Borambola (1 432 habitants) est un village de la Riverina, une province au sud de la Nouvelle-Galles du Sud en Australie, à 418 km à l'ouest de Sydney et à 31 km à l'est de Wagga Wagga sur la Sturt Highway.